# Diamidofosfát
Diamidofosfát (zkráceně DAP) je nejjednodušší fosforamidátový ion, jeho vzorec je PO2(NH2) −
2 . Jedná se o fosforylující ion, poprvé použitý k fosforylaci sacharidů ve vodných roztocích. Může vytvářet soli, jako je například diamidofosfát sodný, nebo kyseliny, jako například kyselinu fosforodiamidovou. Kyselina fosfordiamidová krystalizuje jako trihydrát. O tomto iontu se předpokládá, že by mohl být prekurzorem peptidů, membránových lipidů a nukleotidů, základních látek obsažených ve všech živých organismech na Zemi. DAP byl označen jako „sloučenina, která mohla být důležitým činitelem při vzniku života na Zemi“. Podobnou funkci mohly mít i další dusíkaté sloučeniny fosforu.

## Výroba a příprava
Diamidofosfáty lze vytvořit reakcí fenyldiamidofosfátu s  hydroxidem sodným ve vodném roztoku, čímž vznikne krystalický diamidofosfát sodný. Trihydrát kyseliny fosforodiamidové je možné z roztoku vysrážet pomocí přebytku ethanolu.

## Reakce
Sodná sůl krystalizuje jako hexahydrát; ten lze přeměnit na bezvodou sůl zahříváním na 70 °C po dobu jednoho týdne.
Zahříváním diamidofosfátu sodného dochází k jeho polymerizaci. Při 160 °C vznikají sloučeniny Na2P2O4(NH)(NH2)2, Na3P3O6(NH)2(NH2)2, Na4P4O8(NH)3(NH2)2, Na5P5O10(NH)4(NH2)2 a Na6P6O12(NH)5(NH2)2, které obsahují řetězce P-N-P.  Oddělit je lze papírovou chromatografií. Za teploty 200 °C je nejběžnější formou hexafosfát a při 250 °C je obvyklý počet fosfátových jednotek v řetězci 18. Při prudkém zahřívání hydratovaných solí dochází k odštěpení amoniaku za vzniku oligofosfátů a polyfosfátů. Zahříváním  amidofosforečnanu sodného oproti tomu vzniká imidodifosforečnan sodný (Na4P2O6NH) a nitridotrifosforečnan sodný Na6P3O9N.
Diamidofosfáty na sebe navazují nikelnaté ionty a inhibiují ureázy a blokují aktivní místo vazbou na dva atomy niklu. Diamidofosfáty napodobují meziprodukty hydrolýzy močoviny. Byla popsána i stříbrná (AgPO2(NH2)2) a draselná (KPO2(NH2)2) sůl diamidofosfátového aniontu. Stříbrná sůl může skrz dvojitý rozklad reagovat s bromidy za vzniku dalších solí.
Diamidofosfát může fungovat jako trojsytná zásada, aminové skupiny mohou rovněž odštěpit vodíkové ionty a vytvářet tak řadu dalších solí.  Reakcí se stříbrem lze připravit výbušné soli (AgO)3P(NH2)NHAg a (AgO)3P(NHAg)2. Je známa řada organických diamidofosfátů. Organické substituenty mohou být navázány na hydroxylový kyslík nebo nahrazovat vodík v aminové skupině.